# Meizu 16X
Meizu 16X — смартфон середнього класу, розроблений компанією Meizu. Був представлений 19 вересня 2018 року разом з Meizu X8, Meizu V8 та V8 Pro.

## Дизайн
Екран виконаний зі скла. В білому кольорі корпус смартфона виконаний з кераміки, а у всіх інших кольорах — з алюмінію.
Знизу ромзіщені роз'єм USB-C, динамік, мікрофон та 3.5 мм аудіороз'єм. Зверху розташований другий мікрофон. З лівого боку розташований слот під 2 SIM-картки. З правого боку розміщені кнопки регулювання гучності та кнопка блокування смартфону.
В Україні Meizu 16X продавався в 4 кольорах: чорному, білому, золотому та фіолетовому.

## Технічні характеристики

### Платформа
Смартфон отримав процесор Qualcomm Snapdragon 710 та графічний процесор Adreno 616.

### Батарея
Батарея отримала об'єм 3100 мА·год та підтримку швидкої зарядки mCharge 4 на 18 Вт.

### Камера
Смартфон отримав основну подвійну камеру 12 Мп, f/1.8 (ширококутний) + 20 Мп, f/2.6 (телеоб'єктив) з лазерним і фазовим автофокусом Dual Pixel, оптичною стабілізацією та здатністю запису відео в роздільній здатності 4K@30fps. Фронтальна камера отримала роздільність 20 Мп (ширококутний), світлосилу f/2.0 та здатність запису відео у роздільній здатності 1080p@30fps.

### Екран
Екран Super AMOLED, 6.0'', 2160 × 1080 (FullHD+) зі співвідношенням сторін 18:9 та щільністю пікселів 402 ppi. Також під дисплей вбудований сканер відбитків пальців.

### Пам'ять
Смартфон продавався в комплектаціях 6/64 та 6/128 ГБ.

### Програмне забезпечення
Смартфон був випущений на Flyme 7.1, що базувалася на Android 8.0 Oreo. Був оновлений до Flyme 8.1 на базі Android 10.